# Liste der Bodendenkmale in Adorf/Vogtl.
In der Liste der Bodendenkmale in Adorf/Vogtl. sind die Bodendenkmale der sächsischen Stadt Adorf/Vogtl. und ihrer Ortsteile nach dem Stand der Auflistung von Volkmar Geupel aus dem Jahr 1983 aufgelistet. Eventuelle Änderungen und Ergänzungen, insbesondere aus der Zeit nach der Wende, sind nicht berücksichtigt, da für Sachsen aktuell keine neueren allgemein zugänglichen Bodendenkmallisten vorliegen. Die Baudenkmale sind in der Liste der Kulturdenkmale in Adorf/Vogtl. aufgeführt.
| Denkmal-ID | Fundart            | Ortsteil   | Bezeichnung                                                          | Zeitstellung | Lage                                                                                    | Bemerkungen | Bild |
| ---------- | ------------------ | ---------- | -------------------------------------------------------------------- | ------------ | --------------------------------------------------------------------------------------- | --- | ---- |
| ?          | Befestigung > Burg | Adorf      | Wehranlage „Altes Haus“                                              | Mittelalter  | westnordwestlich des Orts auf einem Bergsporn zwischen Weißer Elster und Tetterweinbach | Höhenburg in Spornlage, durch Steinbruch stark zerstört, nur sichelförmiger Rest erhalten, Schutz seit 15. Oktober 1959                               |      |
| ?          | Befestigung > Burg | Adorf      | Wehranlage „Altes Schloss Schönfeld“                                 | Mittelalter  | südwestlich des Orts in der Quellmulde des Zeidelweidbachs                              | runde Niederungsburg mit umlaufendem wasserführendem Graben und Außenwall, Verbindung zur Wüstung Zeidler, Schutz seit 15. Oktober 1959               |      |
| ?          | Befestigung > Burg | Jugelsburg | Wehranlage „Jugelsburg“, „Alte Jugelsburg“, „Festes Haus Jugelsburg“ | Mittelalter  | westlich im Ort, Hochufer der Weißen Elster                                             | Höhenburg in Spornlage, runde Anlage, beim Eisenbahnbau teilweise zerstört, Abschnittsgraben im Norden, Osten und Süden, Schutz seit 15. Oktober 1959 |      |
| ?          | Befestigung > Burg | Remtengrün | Wehranlage „Altes Schloss“, „Alter Wall“                             | Mittelalter  | nordöstlich des Orts, Senke am Hang des Schwarzbachtals                                 | runde Niederungsburg mit umlaufendem Graben und Außenwall (beide im Westen gestört), stark verschliffen, Schutz seit 15. Oktober 1959                 |      |